# Architects Demo
Architects Demo fue el primer trabajo grabado de la banda de metalcore británica Architects. Fue autoproducido y autolanzado por la banda en 2005, cuando apenas la banda se estaba formando. Consta de dos canciones que posteriormente se incluirían en el primer álbum de estudio de la banda, Nightmares.

## Lista de canciones
| N.º   | Título                                   | Duración |  |
| 1.    | «A Portrait of the Deceased»             | 4:57     |  |
| 2.    | «You Don't Walk Away From Dismemberment» | 5:12     |  |
| 10:09 |                                          |          |  |

## Personal
- Matt Johnson - voz
- Tom Searle (†) - guitarra
- Tim Hillier Brook - guitarra
- Tim Lucas - bajo
- Dan Searle - batería